# さとうふみや
さとう ふみや（本名：佐藤 文子（さとう ふみこ）、1965年〈昭和40年〉12月22日 - ）は、日本の女性漫画家。埼玉県大宮市（現：さいたま市大宮区）出身。血液型はO型。主に原作者の天樹征丸と組んで作家活動をしている。

## 略歴
1965年12月、埼玉県で生まれる。埼玉県立不動岡高等学校を卒業後、美術の専門学校（学校名は非公表）に進学する。
卒業後は漫画家の永野あかねのアシスタントをして、1991年に『カーリ!』で第46回週刊少年マガジン新人漫画賞に入選し、デビューする。
翌1992年、本格推理漫画と銘打たれた『金田一少年の事件簿』を連載開始。1995年には第19回講談社漫画賞を受賞。ドラマ化・アニメ化・ゲーム化などもされ、大ヒットとなった。
『金田一少年』の連載終了から半年後の2001年から2005年にかけて『探偵学園Q』を連載。再び、アニメ化・ドラマ化・ゲーム化がされヒット作となったが、一時中断し2004年8月から第II期の不定期連載『金田一少年の事件簿』を再度発表。2013年からは『金田一少年の事件簿R』（- リターンズ）として再々度継続。2018年4号からは『イブニング』に移籍して本編から20年後を舞台とした『金田一37歳の事件簿』を2024年11月まで連載。2022年1月からは30周年記念として『イブニング』3号より元の高校生設定の『金田一少年の事件簿30th』が掲載された。2025年1月には主人公が37歳時点で結婚し子供を授かったあとの設定の『金田一パパの事件簿』が『コミックDAYS』（講談社）で配信。

## 漫画家としての逸話
- ペンネームや自画像[注釈 1]から男性によく間違えられるが、本名が文子（ふみこ）である通り女性であり、単行本でも「さとうふみやは女です!!」と明言している。これは主活躍の場である講談社『週刊少年マガジン』が「少年向け雑誌」であることを考慮し、編集部によってつけられたものとされている[注釈 2]。声も低いらしく、「電話では80%男性と思われる」と単行本で語っている。また仕事場の名称をペンネームの一部を冠した「フミヤプロダクション」としているため、引越し直後は出前の店員に藤井フミヤの自宅と勘違いされたこともある。本人の写真は関連書籍の一部に掲載されている。
- 趣味はフクロウグッズの収集。作中に出てくる自画像も一時期フクロウを模したものになったこともある[注釈 3]。いつの間にか趣味として意識し始め次第にフクロウ関連の雑貨が増えていったという。
- 推理漫画を書く関係から、多くの人物を描き分けており、この点を担当編集者である天樹も絶賛している。たとえば『金田一少年』の場合、長編ではだいたい8～10人程度、短編でも3～5人程度の登場人物がいるため、これまでにのべ500人以上を描いてきた計算になる。
- 2000年代に仕事場にパソコン（ウィンドウズ）を取り入れたことを『金田一少年』の単行本で報告して以来、全てのカラーイラストがCGとなった。
- 師匠である永野あかねは自身より年下である。

## 幸福の科学関係の逸話
- 宗教団体「幸福の科学」の会員・信者であり、幸福の科学関係のパブリシティにもよく登場する。
- さとうのデビューは、フライデー抗議と同年の1991年であるが、さとうが幸福の科学に入会したのはその翌年の1992年である。担当編集者に自分が幸福の科学信者であることを伝えたが、反応は「別にどうでもいい」であったという[3]。
- 2003年春夏頃には『タイムラフティング』というタイトルの漫画を幸福の科学出版発行の無料冊子に連載し、コミックマーケット開催中の東京ビッグサイト前や書店等で配布していた。これは、同年、東映と同団体の企画・制作映画『黄金の法』のPR用漫画であった。また2006年以降、同団体の自殺予防キャンペーンや、いじめ対策団体「子供を守ろうネットワーク」のポスターイラスト・漫画を描いている。
- 幸福の科学を母体とする政治団体・幸福実現党の立党時に文化局長に就任。2009年5月27日、衆議院選挙で幸福実現党の公認候補として出馬を表明した。時の総理大臣麻生太郎の地盤である福岡8区からの出馬を予定し[4]、「いざ!マンガ対決!!」などのイラスト付きビラを出したり、さとう本人が出馬にあたりYouTube等を通じて麻生批判をするなどしていた。しかし、7月18日、選挙区を比例東京ブロックに変更（名簿の順位は4番目）。また、選挙にあたり顔見せをせず[注釈 4]、選挙ポスターおよび同党ホームページには本人が描いた金田一に似たキャラクターを掲載しての異例の方法を採っており、学歴も「選挙戦術のため非公表」としていた。同年8月30日に選挙が実施されたが、幸福実現党からの出馬者はさとうも含めて全員落選した。その後、同党の役職を離脱。翌年2010年に行われた参議院選挙には出馬しなかった。
- 幸福の科学の教義による宗教上の理由から脳死移植を否定しており、「金田一少年にドナーカード登録を」という出版社からの依頼を断ったことがある[5]。

## 作品リスト

### 漫画
斜字は単行本化されていない事を示す。

#### 講談社
- カーリ!（1991年）講談社
- 金田一少年の事件簿（『週刊少年マガジン』1992年45号 - 2001年2号、2004年-不定期連載を経てR（リターンズ）に継続。原作、原案は天樹征丸、金成陽三郎[注釈 5]）講談社
  - 明智少年の華麗なる事件簿（2000年2月15日）講談社
  - 明智警視の優雅なる事件簿（2000年5月15日）講談社
  - 金田一少年の事件簿R（リターンズ）（2013年11月 - 2017年10月）
  - 高遠少年の事件簿（2014年5月9日）講談社
  - 金田一37歳の事件簿（『イブニング』2018年1月 - 『コミックDAYS』[6]2024年11月27日配信分）講談社
  - 金田一少年の事件簿30th（『イブニング』2022年1月[7] - 2023年2月[8]）
  - 金田一パパの事件簿（『モーニング』2025年8号 2025年1月23日[9] - (本連載は『コミックDAYS』にて2025年1月[2] 連載配信）
- 探偵学園Q[10] （『週刊少年マガジン』2001年25号 - 2005年34号、2007年30号 - 38号。原作は天樹征丸）講談社
- 鉄人奪還作戦（原作は横山光輝、2007年 - 2009年）講談社
- トキメキトキナ消失宣言（『別冊少年マガジン』2010年6月号）講談社[11]

#### 幸福の科学出版
- 降魔法輪 （ごうま ほうりん）（単行本書き下ろし『コミック・エンゼルズ』収録、2001年11月）幸福の科学出版、ISBN 978-4-87688-355-4
- タイムラフティング （2003年）幸福の科学出版
- 仏陀再誕 （ぶっだ さいたん）（月刊雑誌ヤング・ブッダ 2009年67号 - 71号）幸福の科学出版

#### 青空出版
- 女子オカルト研究部 （単行本書き下ろし Odein Mook 収録）2011年
  1. 『マンガ30分でわかるあの世のヒミツ』(Odein Mook 84) 2011年3月2日、ISBN 978-4-87276-585-4
  2. 『マンガ本当にあった宇宙人のヒミツ』(Odein Mook 87) 2011年4月21日、ISBN 978-4-87276-588-5
  3. 『あなたの願いがかなうハッピー開運BOOK』 (Odein Mook 88) 2011年5月25日、ISBN 978-4-87276-589-2

### イラスト
- 自殺防止キャンペーン、子供を守ろうネットワーク などにイラスト提供（2007年 - ）幸福の科学
- 三国志大戦3 イラスト提供（2009年）セガ
- アルスラーン戦記 第6話 エンドカード（2015年）
- 金田一くんの冒険 小説挿絵（2018年）講談社青い鳥文庫 ※原作は天樹征丸。

## 師匠
- 永野あかね

## アシスタント
- 浅井信悟
- 久世蘭
- 玉川重機